# Cassel (Mayence)
Pour les articles homonymes, voir Cassel et Kastel (homonymie).

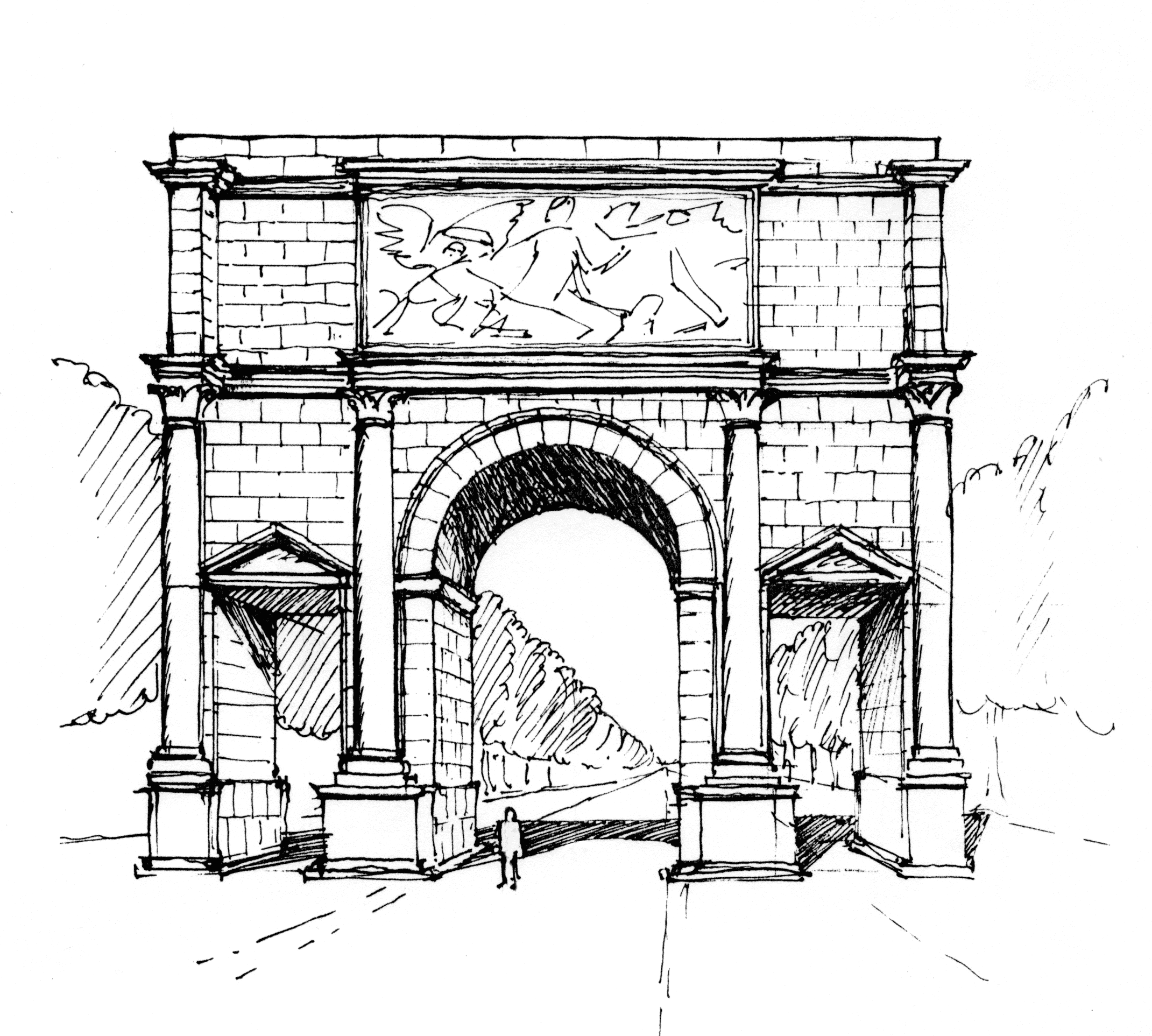
Reconstitution de l'arc de triomphe de Kastel (édifié entre 18. ap. J. Chr. et 43. ap. J. Chr.)

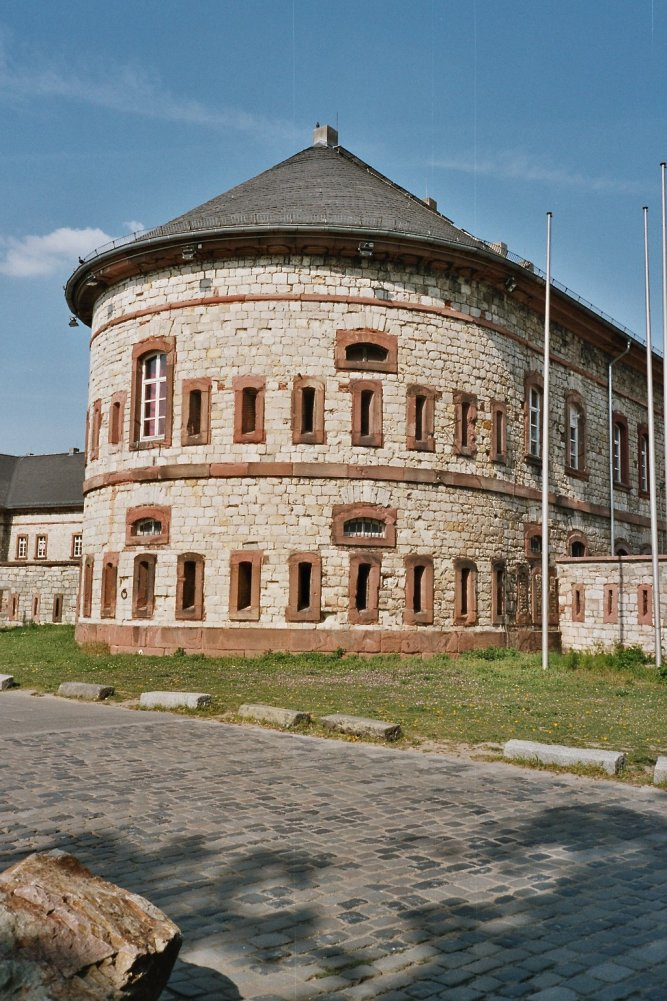
Une Redoute de la forteresse Mayence à Cassel, construite par Franz Scholl

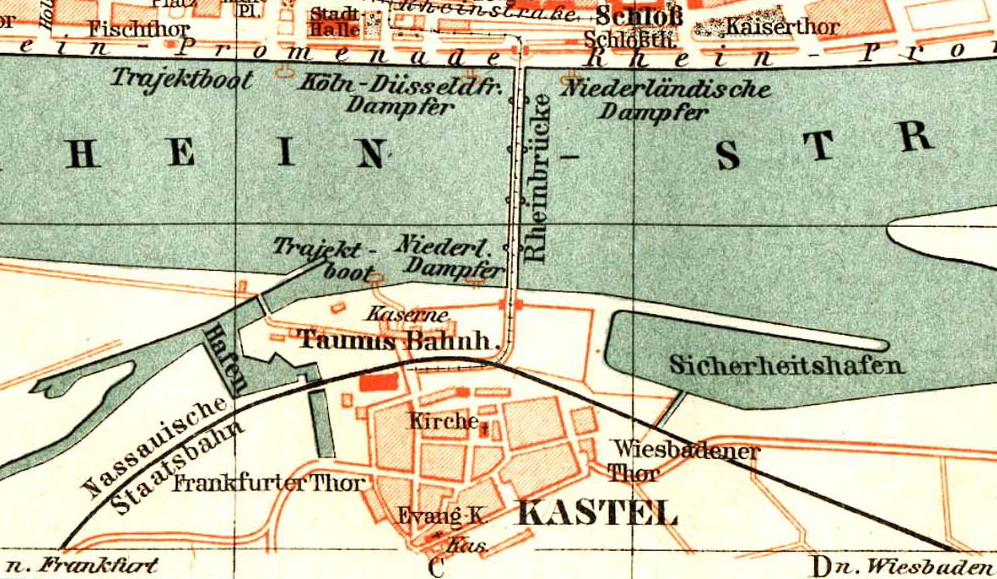
Cassel d'après un plan de 1893. La route du Taunus, le pont et le port.

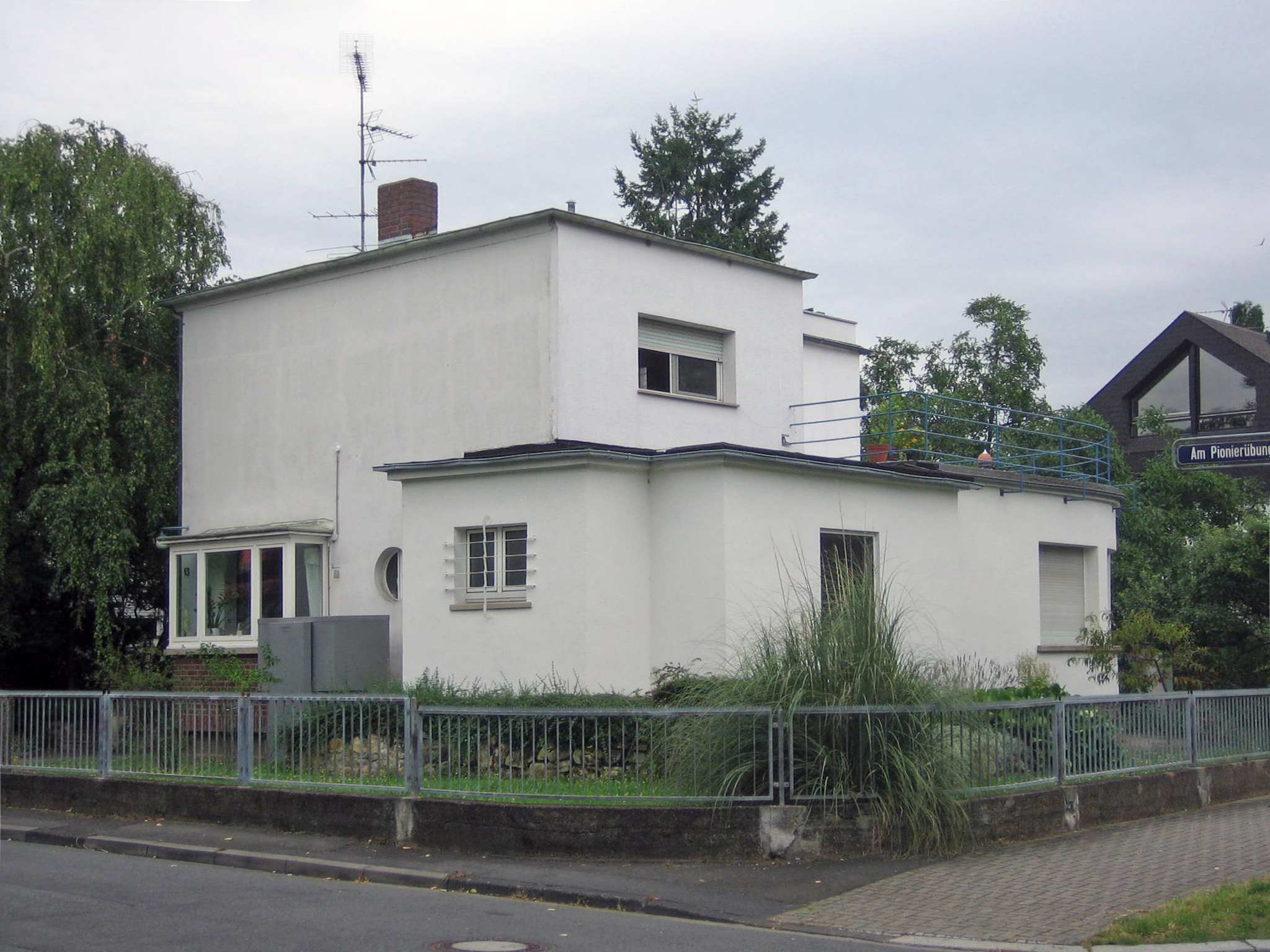
Style Bauhaus à Cassel

Cassel en français, Mainz-Kastel en allemand, est, depuis l'après-Seconde Guerre mondiale, un quartier de la ville de Wiesbaden, dans le Land de Hesse.
À l'origine, c'était un avant-poste romain édifié près de Mayence sur la rive droite du Rhin. Le bourg tire son nom du castellum (« avant-poste » ou « tête de pont ») construit par les Romains sur la rive droite du Rhin. Le 25 juillet 1945, une discussion au sommet fixa le Rhin (seulement jusqu'à hauteur de Kaub) comme frontière entre les zones d'occupation française et américaine. Les faubourgs de la rive droite furent ainsi séparés de Mayence et les faubourgs au nord de la confluence du Main rattachés à Wiesbaden.  Toutes les tentatives de rattachement ultérieures échouèrent, de sorte que lorsque la constitution fédérale créa les Länder de Rhénanie-Palatinat et de Hesse, la séparation fut définitive.

## Géologie
Cassel se situe dans la vallée du Rhin et occupe une terrasse alluviale naturellement surélevée dans la direction de Fort Biehler (qui tire son nom de Hans Alexis von Biehler). Le sol est considéré comme très fertile. Dans la plaine, on tombe sous quelques mètres d'alluvions sur une couche de sable de plusieurs mètres d'épaisseur.

## Villes voisines
Cassel touche les communes voisines d'Amöneburg et de Kostheim ainsi qu'Erbenheim, et, de l'autre côté du Rhin, de Mayence.

## Histoire

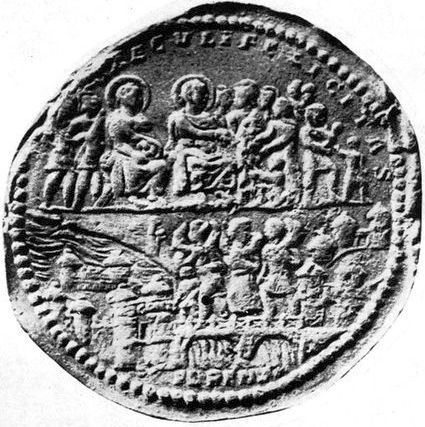
Médaillon de plomb frappé à Lyon, la plus ancienne vue de la ville Mogontiacum (Mayence) et de son castellum

On trouve à Cassel le plus septentrional des arcs de triomphe romains retrouvé à ce jour. Il fut vraisemblablement édifié à la mort de Germanicus (19 apr. J.-C.). Cette hypothèse est cependant encore débattue.
La fondation de Cassel est datée de 11 av. J.-C. : vers cette époque, les Romains jetèrent un pont en bois sur le Rhin et couvrirent la rive droite d'un avant-poste en territoire matthiaque (Castellum Mattiacorum). Le pont en bois fut reconstruit en pierre vers 71 apr. J.-C., et subsistait encore en 406 apr. J.-C. La plus ancienne vue de la ville  Mogontiacum et de son castellum est donnée par un médaillon de plomb frappé à Lyon (environ 300 apr. J.-C.), qui a été trouvé en 1862 dans la Saône près de Lyon,. Le long de l'ancien cardo romain, on exhuma en 1896 deux bornes milliaires romaines. 
Gravure sur un autel mis au jour en 1887, à Kastel en face de Mayence, et dont voici le texte exact :
In] h(onorem) d(omus) d(ivinae) N[u]m(ini) Aug(usti) has[t]iferi sive
pastor(es) consistantes Kastello Mattiacorum [d]e suo posue[r]unt VIIII
Kal(endas)"Apriles [Iujliano etCri[s]pino co(n)s(u !ibus) = 224 ap. J.-C.
Cette dédicace a immédiatement été rapprochée d'une autre, découverte au même endroit en 1809 et à peu près
contemporaine :
In h(onorem') d(oinus) d(ivinae) deae Virtuli Bellon[a]e montera
Vaticanura vetustate conlabsum restituerunt hastiferi civitatis Mattiacorura X kal(endas) Sep(tembres) imp(eratore) [C. Iul(io) Maximino
Aug(usto)] et Africano co(n)s(ulibus)
=236 ap. J.-C. —Suivent les noms des consécrateurs.
Aussitôt après la trouvaille de 1887, un article développé fut publié sur les inscriptions de Kastel par
M. Maué, dont le commentaire fort érudit tend à prouver que les hastif'eri ne sont point, comme on l'avait admis, une milice municipale, mais forment une confrérie placée sous le patronage de la Bellone cappadocienne, la déesse Ma, et analogue aux dendrophori qui portaient le pin sacré dans les processions de la Grande Mère de Pessinonte.
L'éphémère camp de Charlemagne fut incendié en 813. Deux routes carolingiennes : la Via Regia vers Wismar et l'Antsanvia en direction d'Eisenach partaient alors de Cassel. Mais ce n'est qu'un siècle plus tard qu'un pont fut reconstruit sur le Rhin, permettant de rejoindre la citadelle de Mayence. La réplique actuelle de ce pont de pierre, baptisé pont Theodor-Heuss relie les routes fédérales B 40 et B 455. Mais cette voie a conservé au fil des siècles le nom de voie pavée, une allusion à l'antique voie romaine, dont les routes actuelles suivent certainement pour l'essentiel le tracé ; dans certains guides, on trouve aussi le nom d' Elisabethenstraße.
Plusieurs fois incendiée au cours du Moyen Âge, Cassel n'eut à cette période qu'un rôle insignifiant.
Sur ordre du général Custine, puis de Napoléon Bonaparte, et pour la première fois depuis l'époque romaine, Cassel fut à nouveau fortifiée en plusieurs étapes à partir de 1792 comme tête de pont sur la rive droite du Rhin.
Le général Clarke travailla par la suite sans retard à fortifier Cassel et le pont qui joint cette ville à Mayence; 1 300 000 francs avaient été destinés par l'Empereur à des ouvrages permettant d'inonder à volonté le terrain sur la rive droite du Rhin. Un vaste camp pouvait à l'occasion être dressé sur cette rive, puisqu'on disposait encore, grâce aux glacis, de suffisamment d'espace à l'abri de l'inondation. 
Les têtes de pont de Huningue, de Kehl, de Cassel, etc. ont procuré
ces grands avantages à l'armée française pendant la campagne de 1806.

« Nous citerons comme exemple la tête de pont de Cassel dont la construction nous fut confiée pendant l'hiver de 1792 à 1793.
Description de la tête de pont de Cassel:
Cette tête de pont n'existoit pas lorsque l'armée française entra dans  Mayence en 1792. La nécessite et l'importance de cet ouvrage furent senties par le général Custine ; il fut résolu qu'il seroit tracé de manière à pouvoir faire combattre 20 mille hommes sur la position, considérée comme un camp retranché, et à pouvoir le défendre avec 3 mille hommes. Sa gorge fut fixée, d'après les localités, à environ 900 mètre, et le tracé général fut un demi-polygone aplati et composé de 4 côtés d'environ 330 mètres chacun. Chaque côté fut bastionné et couvert d'une grande demi-lune. Ce tracé général produisit une couronne à trois bastions centraux très-ouverts et spacieux et à deux demi-bastions collatéraux. Le profil avoit un rempart de 15 décimètres de haut, et les fossés en avoient 28 de profondeur ; ce qui procura un relief total d'environ 64 décimètres. 
L'aile droite fut dirigée sur le fort de Mars qu'on trouva construit et qu'on arma de 10 pièces de canon ; cette batterie prenoit à revers les approches des bastions de la droite : l'aile gauche fut dirigée sur l'extrémité de l'Île St.-Pierre garnie d'une batterie de 9 pièces qui flanquoit les bastions de la gauche. La plaine qui séparoit l'aile droite du fort de Mars fut coupée par deux retranchemens F et E, profilés sans fossés et avec gradins, derrière lesquels il fut établi des camps : enfin toute l'île de St.-Pierre fut fortifiée et défendue par plusieurs batteries.
Toutes ces dispositions formèrent, dès les premiers jours de travail, un camp retranché très-respectable. Huit bataillons furent employés pendant 4 mois d'un hiver très-rigoureux à la construction de tous les travaux, lesquels furent en état de défense et armés de 90 bouches à feu à l'ouverture de la campagne de 1793. »

— Simon François Gay de Vernon, Traité élémentaire d'art militaire et de fortification (1805)
Entre autres le fort Montebello était érigé après 1805. Elle fut renforcée après 1816, cette fois en tant que bastion de la Mayence autrichienne puis prussienne. Apres le siège de Mayence en mai 1814 Cassel fut administrée pour la première fois depuis Mayence en tant que faubourg de cette ville, par le nouveau maire, le chevalier Franz Gedult von Jungenfeld. En 1839, Cassel fut reliée par les lignes de chemin de fer du Taunusbahn, reliant Francfort-sur-le-Main à Höchst, et Cassel-Wiesbaden. À partir de 1866, elle devint une ville de garnison prussienne. La caserne Mudra, que l'on peut toujours voir, était la base militaire du 2e bataillon du génie du régiment de Nassau. Par la suite, la caserne de l'archiduc-Wilhelm servait de base au 11e bataillon du génie du régiment de Hesse  et au 1er bataillon du génie du régiment de Nassau ; la caserne d'artillerie abritait le 2e régiment d'artillerie de Nassau-Francfort, le 1er régiment d'artillerie de Nassau. La redoute servait de base militaire au 2e Régiment d'infanterie de Nassau.
Cassel fut rasée les 8 et 9 septembre 1944 par un bombardement anglo-américain.
Il ne reste aujourd'hui de Cassel que les vieux quartiers alignés le long de la route de Mayence et les maisons le long du Rhin, bien que les 21 hectares aient été depuis réinvestis par les militaires sous l'appellation d'„AFEX-Gelände“ (Air Forces Europe Exchange) au nord du bourg. Ce n'est que depuis le milieu des années 1990 que de nouveaux quartiers ont été construits, les plus importants étant Krautgärten et An der Helling.

## Personnalités
- Fritz Wichert (1878-1951), historien d'art

## Sources